# Sea & Eugene & Shoo
Sea & Eugene & Shoo é o segundo álbum de estúdio da girlband coreana S.E.S., lançado em 1998 pela gravadora SM Entertainment. Ele vendeu cerca de 680.000 cópias. O álbum incluí os singles "Dreams Come True", "Nuh Reul Sarang Hae" e "Shy Boy".
Os singles "Dreams Come True" e "Eternal Love" são covers do dueto finlandês Nylon Beat, "Dreams Come True" possui sample de "Like a Fool" (em finlandês "Rakastuin Mä Luuseriin") e "Eternal Love" é um cover de "love Teflon".

## Faixas
1. Shy Boy
2. Dreams Come True
3. Snow, X-mas
4. 너를 사랑해
5. 느낌
6. 비가
7. 애인 찾기
8. 너에게
9. Kiss
10. Eternal Love